# Le Pied de mouton
Pour plus de détails, voir Fiche technique et Distribution.
Le Pied de mouton est un film muet français réalisé par Albert Capellani, sorti en 1907.
Ce court métrage est une adaptation de la féerie à trucs Le Pied de mouton d'Alphonse Martainville et Louis-François Ribié, créée le 6 décembre 1806 au Théâtre de la Gaîté à Paris et considérée comme « la féerie-modèle, la féerie-type [qu']on n’a jamais fait que recommencer [durant le XIXe siècle et] où se trouvaient tous les secrets de l’art, la lutte entre des génies, donnant chacun leur talisman à leurs protégés, l’amant charmant et son rival grotesque, les explorations des mondes merveilleux », notamment recréée en 1850 et en 1860 et encore jouée avec succès au début du XXe siècle à l'intention d'un jeune public.

## Synopsis
Les amours de Gusman et Léonora sont contrariées par le tuteur et le prétendant de la jeune fille. Mais c'est sans compter sur l'intervention d'une fée, qui dote un pied de mouton des pouvoirs qu'ont généralement les baguettes magiques, et qui l'offre au garçon désespéré. Grâce à ce talisman, les deux amoureux parviennent à goûter quelques instants d'idylle, jusqu'à ce que le pied de mouton leur soit volé. Là encore, la fée leur évite une séparation impossible. Le tuteur de la jeune fille se rend finalement compte à quel point le bonheur de sa pupille est tributaire de son amour pour Gusman.

## Caractéristiques techniques
- Titre : Le Pied de mouton
- Titre anglophone : The Talisman or Sheep's Foot (États-Unis)
- Réalisation : Albert Capellani
- Scénario : Albert Capellani d'après la pièce de Alphonse Martainville et Louis-François Ribié (1806)
- Photographie Segundo de Chomón
- Société de production : Pathé Frères
- Sociétés de distribution : Pathé Frères
- Pays d'origine :  France
- Langue : film muet avec les intertitres en français
- Métrage : 300 mètres
- Format : Noir et blanc et couleur (colorisé à la main) — 35 mm — 1,33:1 — Muet
- Genre : Comédie, Film fantastique , Film à trucs, féérie
- Durée : 15 minutes
- Dates de sortie : 
  -  France : 1907
  -  États-Unis : 28 décembre 1907